# Xenotrachea tsinlinga
Xenotrachea tsinlinga là một loài bướm đêm trong họ Noctuidae.